# Theodor Schuchardt
Conrad Gideon Theodor Schuchardt (* 22. Juni 1829 in Landeshut, Provinz Schlesien; † 15. April 1892 in Görlitz) war ein deutscher Unternehmer, Pharmazeut, Botaniker und Mineralienhändler. Sein botanisches Autorenkürzel lautet „Schuch.“

## Leben
Theodor Schuchardt war der Sohn eines Kaufmanns. Er absolvierte nach dem Besuch der Realschule in Landeshut in der Struveschen Apotheke in Görlitz eine Ausbildung zum Apotheker, studierte an der Georg-August-Universität Göttingen und der Friedrich-Wilhelms-Universität zu Berlin, war in Berlin Assistent bei Alexander Braun und wurde in absentia 1853 in Göttingen mit seiner Dissertation Synopsis Tremandrearum, der letzten in Lateinisch geschriebenen biologischen Dissertation in Göttingen, zum Dr. phil. promoviert.
In der Zeit danach arbeitete er im pharmazeutischen Unternehmen Gehe & Cie. in Dresden, wirkte als Lehrer an der 1842 von Carl Sprengel gegründeten Landwirtschaftlichen Akademie Regenwalde in Regenwalde in Hinterpommern sowie anschließend an der 1858 gegründeten Landwirtschaftlichen Akademie Waldau in Waldau bei Königsberg und übernahm 1859 die Stelle des Direktors der im Besitz des Prinzen Friedrich der Niederlande befindlichen Alaunwerke in Muskau.
Im Jahr 1861 unternahm er eine Reise über Triest nach Kairo, Alexandrien, Smyrna und Konstantinopel und veröffentlichte seine während dieser Zeit gemachten Erfahrungen auf der Grundlage seiner detaillierten Reisetagebucheinträge 1864 im Verlag von Oskar Leiner in Leipzig.
Im Jahr 1865 gründete er in Görlitz eine chemische Fabrik und eine Mineralienhandlung, über die er später auch Glasmodelle der 15 größten und interessantesten Diamanten der Welt vertrieb. 
Am 1. Mai 1854 wurde Conrad Gideon Theodor Schuchardt unter der Präsidentschaft von Christian Gottfried Daniel Nees von Esenbeck mit dem akademischen Beinamen Lindenberg unter der Matrikel-Nr. 1711 als Mitglied in die Kaiserliche Leopoldino-Carolinische Deutsche Akademie der Naturforscher aufgenommen.
Theodor Schuchardt wurde am 4. November 1857 auf Vorschlag von Eilhard Mitscherlich, Gustav Rose und Heinrich Ernst Beyrich als Mitglied in die Deutsche Geologische Gesellschaft aufgenommen.
Er war Mitglied der Deutschen Pharmazeutischen Gesellschaft.

## Schriften (Auswahl)
- Synopsis Tremandrearum. Dissertatio Inauguralis Botanica, Kaestner, Gottingae 1853 (Digitalisat)
- Beiträge zur Kenntniss der Deutschen Nymphaeen. In: Botanische Zeitung, 11, 1853, Sp. 497–510 (Digitalisat)
- Synopsis Stackhousiacearum. In: Linnaea, 26, 1853 (Digitalisat)

## Werke (Auswahl)
- Orientalische Reise-Bilder. Andeutungen und Anleitungen um in kurzer Zeit und für wenig Geld recht viel Orientalisches kennen zu lernen. Verlag von Oskar Leiner, Leipzig 1864